# Narsdorf
Narsdorf ist ein Ortsteil der Stadt Geithain im Landkreis Leipzig, Sachsen, Deutschland. Zum Ortsteil gehören Dölitzsch, Seifersdorf und Grüne Tanne.

## Geographie

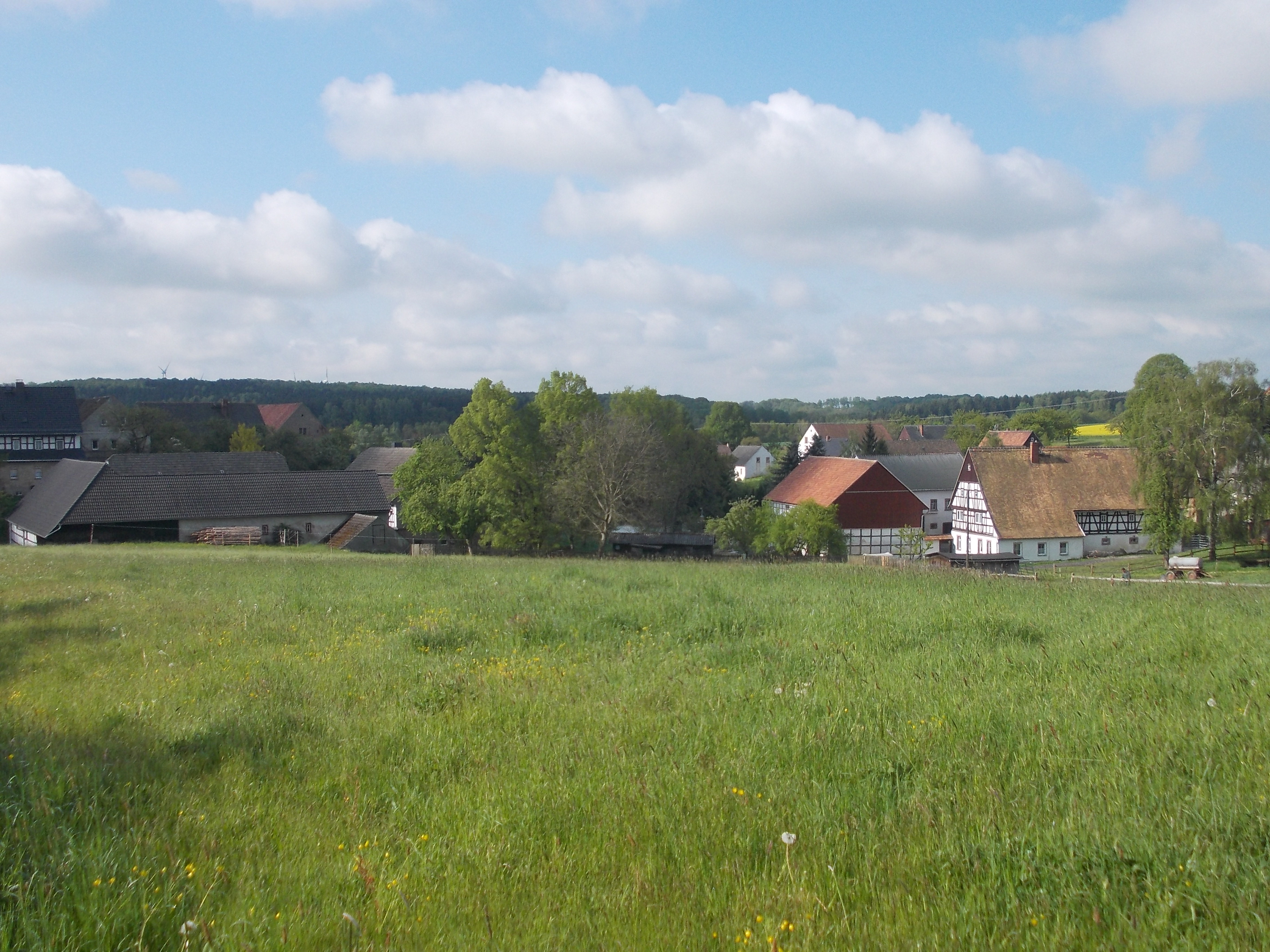
Der Ortsteil Dölitzsch

Narsdorf liegt in der Landschaft „Kohrener Land“ im Sächsischen Hügelland etwa vier Kilometer südlich von Geithain (Landkreis Leipzig) und etwa sieben Kilometer südwestlich von der großen Kreisstadt Rochlitz (Landkreis Mittelsachsen).
Der Ortsteil ist reich an Lehm, dem dominierenden Bodenschatz in der Region, der im Narsdorfer Raum abgebaut und im naheliegenden Dachziegelwerk Braas Obergräfenhain, mit einem zweiten Werk in Narsdorf, zu Dachziegeln der verschiedensten Art verarbeitet wird. Weiterhin gibt es in Narsdorf sowie deren Umgebung zahlreiche Gewässer wie z. B. die Vollhardtsteiche, die Lehmgrube sowie Bäche wie die Katze oder Ratte.
Weitere Landschaften sind das Eulaholz, Dölitzschtal, der Dölitzscher Wald, der Eichelteich und das Gebiet um die Hegeteiche, durch welche verschiedene Wander- und Radwege hindurchführen.

## Geschichte
Der Ortsteil Seifersdorf wurde erstmals im Jahr 1208 als „Sifridesdorp“ in der Geschichte erwähnt. Er stand um 1548 anteilig unter der Gerichtsbarkeit des Rats zu Geithain und der Rittergüter Ossa und Gnandstein. Um 1696 stand der zum Amt Borna gehörige Teil unter der Gerichtsbarkeit des Ritterguts Syhra, der zum Amt Rochlitz gehörige Teil von Seifersdorf zum Rittergut Ossa.
Narsdorf wurde im Jahr 1327 erstmals als „Nordinsdorff“ urkundlich erwähnt. Im 13. Jahrhundert, in der Zeit der Ostkolonisation war es eine Rodungssiedlung. Vermutlich fiel der Ort um 1424 durch die Pest wüst. Im Jahr 1552 wurde Narsdorf als „Nartzdorf“ und im Jahr 1590 als „Narssdorff“ erwähnt. Um 1764 war Narsdorf ein Amtsdorf im Amt Rochlitz.
Dölitzsch wurde im Jahr 1350 als „Delcz“ erwähnt. Der Ort gehörte bis 1856 unter die Gerichtsbarkeit des Ritterguts Königsfeld im kursächsischen bzw. königlich-sächsischen Amt Rochlitz.
Ab 1856 gehörten Narsdorf und Seifersdorf zum Gerichtsamt Geithain und ab 1875 zur Amtshauptmannschaft Borna. Dölitzsch kam 1856 zum Gerichtsamt Rochlitz und 1875 zur Amtshauptmannschaft Rochlitz. Am 1. April 1934 wurde Seifersdorf nach Narsdorf eingemeindet. Bei der zweiten Kreisreform der DDR im Jahr 1952 wurde Narsdorf mit seinem Ortsteil Seifersdorf und Dölitzsch dem Kreis Geithain im Bezirk Leipzig zugeordnet, der 1994 im Landkreis Leipziger Land aufging. Am 1. Juli 1973 wurde Dölitzsch ein Ortsteil von Narsdorf.
Am 1. Oktober 1996 fand die Gemeindegebietsreform statt, nach der sich Narsdorf, Ossa und Rathendorf zu einer Gemeinde zusammenschlossen. Am 1. Januar 2002 schloss sich Narsdorf mit Geithain zu einer Verwaltungsgemeinschaft zusammen. Am 1. Juli 2017 wurde Narsdorf nach Geithain eingemeindet, wobei drei Ortsteile entstanden: Narsdorf, Rathendorf und Ossa.

## Ehemalige Gemeinde Narsdorf

Lage der Gemeinde Narsdorf (dunkelrot) im Landkreis Leipzig (Stand: 30. Juni 2017)

Die Gemeinde Narsdorf hatte eine Fläche von 24,49 km² und 1659 Einwohner (Stand: 31. Dezember 2015). Zur Gemeinde gehörten die Ortsteile Bruchheim, Dölitzsch, Kolka, Narsdorf, Niederpickenhain, Oberpickenhain, Ossa, Rathendorf, Seifersdorf und Wenigossa. Sie war Teil der Verwaltungsgemeinschaft Geithain.

### Eingemeindungen
| Ehemalige Gemeinde | Datum           | Anmerkung                     |
| ------------------ | --------------- | ----------------------------- |
| Bruchheim          | 1. Oktober 1948 | Eingemeindung nach Ossa       |
| Dölitzsch          | 1. Juli 1973    |                               |
| Kolka              | 1. Oktober 1948 | Eingemeindung nach Ossa       |
| Niederpickenhain   | 1. April 1935   | Eingemeindung nach Wenigossa  |
| Oberpickenhain     | 1956            | Eingemeindung nach Rathendorf |
| Ossa               | 1. Oktober 1996 |                               |
| Rathendorf         | 1. Oktober 1996 |                               |
| Seifersdorf        | 1. April 1934   |                               |
| Wenigossa          | 1. Oktober 1948 | Eingemeindung nach Ossa       |

### Ehemaliger Gemeinderat
Seit der Gemeinderatswahl am 25. Mai 2014 verteilten sich die 12 Sitze des Gemeinderates folgendermaßen auf die einzelnen Gruppierungen:
- Freie Wähler Narsdorf/Dölitzsch (FW): 3 Sitze
- Nicht mitgliedschaftlich organisierte Wählervereinigung Ossa (WVO): 3 Sitze
- Unabhängige Liste (UL): 3 Sitze
- Nicht mitgliedschaftlich organisierte Wählervereinigung Rathendorf (WVR): 3 Sitze

Andreas Große, der letzte Bürgermeister der Gemeinde, wurde im Februar 2016 mit 98,6 % der Stimmen im Amt bestätigt.

## Ortschaftspolitik
Zum Ortsvorsteher ernannt worden ist mit Eingemeindung am 1. Juli 2017 der letzte Bürgermeister der Gemeinde Narsdorf, Andreas Große. Als dessen Stellvertreter wurde auf der Ortschaftsratssitzung am 30. November 2017 Steffen Lohmann (WVO) gewählt.

## Verkehr

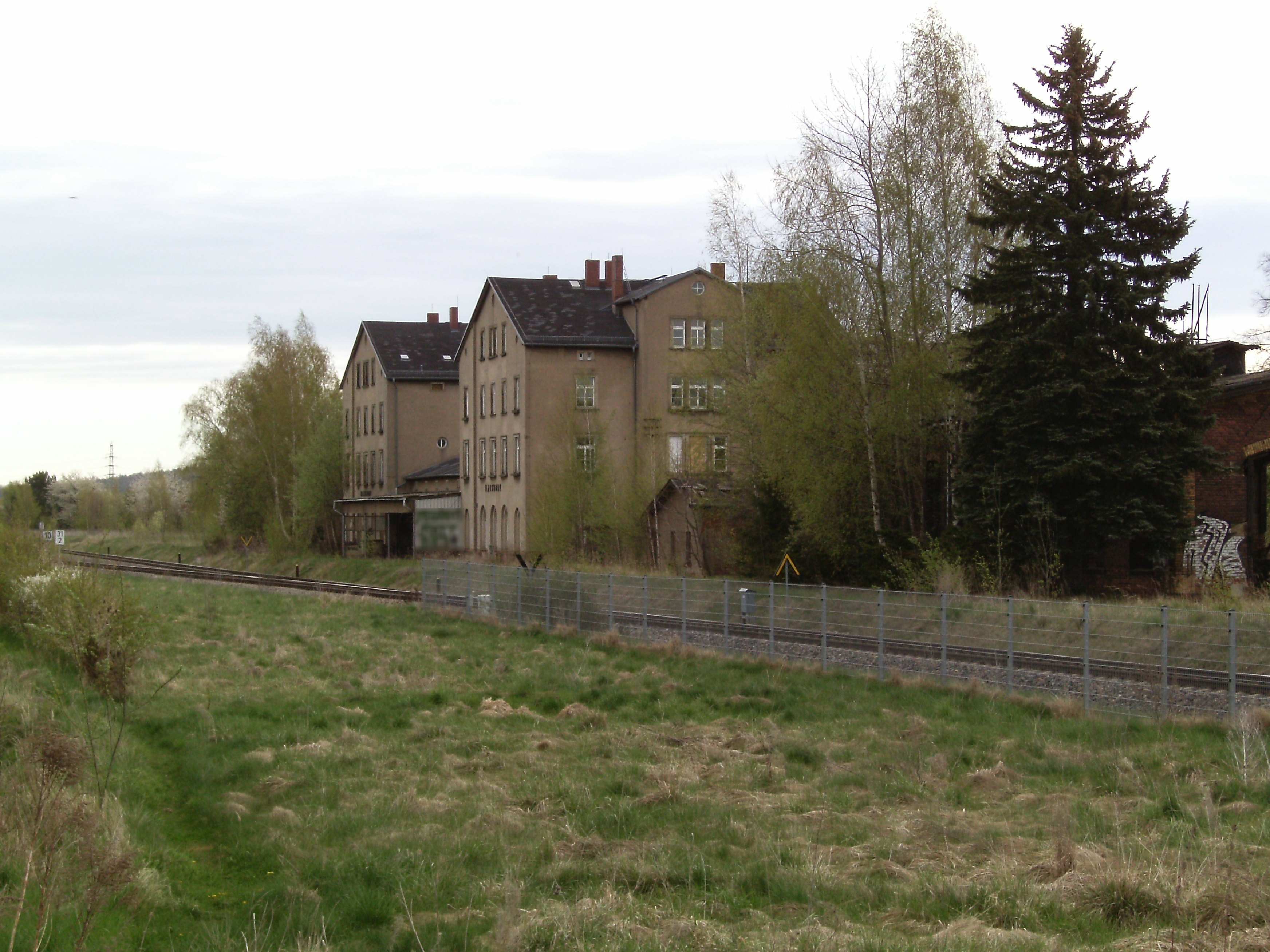
Ehemaliger Bahnhof Narsdorf

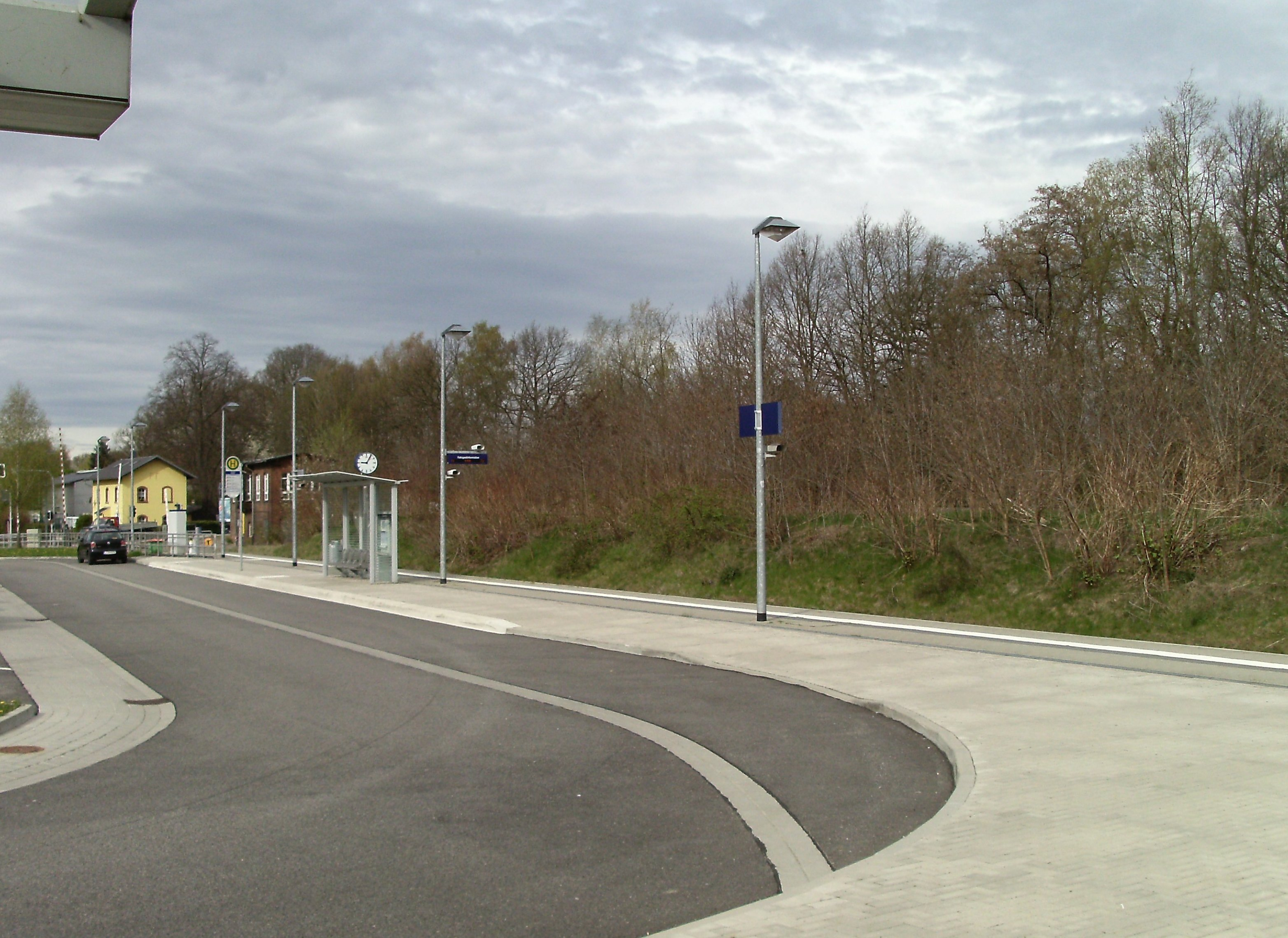
Neuer Haltepunkt und Bushaltestelle

Seit 1872 besitzt der Ort eine Bahnstation an der Bahnstrecke Leipzig–Chemnitz (erst Bahnhof, seit 2006 nur noch Haltepunkt), wodurch die Großstädte Leipzig in 30 Minuten und Chemnitz in 20 Minuten jeweils im Stundentakt schnell zu erreichen sind. Weiterhin können in Geithain Züge der Linie S6 der S-Bahn Mitteldeutschland genutzt werden, die direkt ins Leipziger Stadtzentrum fahren. Zudem lag Narsdorf an der Bahnstrecke Rochlitz–Penig. Auf dieser bestand von 1872 bis 1991 eine Eisenbahnverbindung nach Penig sowie von 1872 bis 1947 und von 1965 bis 2000 auch nach Rochlitz. Ferner wird Narsdorf im ÖPNV durch Buslinien des VMS nach Rochlitz, Lunzenau und Burgstädt und des MDV nach Geithain und Meusdorf bedient.
Durch den Ortsteil Dölitzsch führt die B 175, durch die man über die Anschlussstelle Rochlitz die 2013 bis Borna fertiggestellte Bundesautobahn 72 erreicht, die im Westen des Ortsgebiets von Nord nach Süd verläuft. Diese schafft nicht nur eine schnellere Verbindung als die Bundesstraße in die Großstädte Chemnitz und Leipzig, sondern ebenfalls eine bessere Verbindung nach Ostsachsen, in Richtung der sächsischen Landeshauptstadt Dresden und in den Norden und Süden Deutschlands.
Die Ortsteile Narsdorfs sind durch Kreisstraßen und untergeordnete Straßen verbunden. Die B 175 wird am Ostrand des Gemeindegebiets von der Staatsstraße 242 gekreuzt, die die Bundesstraße 173 mit der Bundesstraße 176 verbindet.

## Kulturelles
- Eisfest in Seifersdorf
- Reiterhoffeste in Seifersdorf
- Weihnachtsmarkt in Seifersdorf
- Maibaumsetzen am Feuerwehrhaus (Freiwillige Feuerwehr Narsdorf)
- Faschingsveranstaltungen in der Mehrzweckhalle (Feuerwehr-Karneval-Klub Narsdorf)
- Osterfeuer auf dem Sportplatz (Sportverein Narsdorf)
- Herbsttanz in der Mehrzweckhalle (Sportverein Narsdorf)

## Vereinsleben
- Feuerwehr-Karneval-Klub Narsdorf (FKK)
- Sportverein Narsdorf (SV)
- Freiwillige Feuerwehr Narsdorf
- Freiwillige Feuerwehr Rathendorf
- Freiwillige Feuerwehr Ossa

## Soziale Einrichtungen
Es gibt in Narsdorf eine Grundschule und drei Kindertagesstätten.

## Sehenswürdigkeiten
- Dölitzschtal
- Landschaft „Kohrener Land“

## Publikationen
- Horst Kempa[15][16][17]: Narsdorf – ein Bauerndorf und seine Kinder. Leipzig 2010, ISBN 978-3-86901-844-7[18]
- Horst Kempa: Was die Erwachsenen von den Narsdorfer Kindern nicht wissen durften. Leipzig 2012, ISBN 978-3-95488-083-6[19]

## Töchter und Söhne des Ortes
- Friedrich Wilhelm Berger (1844–1911), konservativer Politiker, MdL (Königreich Sachsen)
- Reinhard Vollhardt (1858–1926), Komponist und Kantor
- Frank Schulz (* 1952), Professor für Kunstpädagogik